# 8976 Лекура
8976 Лекура (8976 Leucura) — астероїд головного поясу, відкритий 29 вересня 1973 року.
Тіссеранів параметр щодо Юпітера — 3,206.